# Juillet 1851

## Événements
- 1er juillet :
  - U « traité d'amitié et de commerce » est signé entre la France (Auguste Bouët) et Ghézo, le roi du Dan-Homé (Dahomey), qui veut écouler sa production agricole.
  - L’État de Victoria devient une colonie séparée.

- 18 juillet :
  - L’Équateur aboli l’esclavage.
  - France : la Chambre refuse d’entamer une procédure de révision de la Constitution.

- 19 juillet, France : la réélection du président est repoussée par l’Assemblée.

- 23 juillet : signature du traité de la Traverse des Sioux. Les Sioux cèdent au gouvernement des États-Unis toutes les terres qu’ils occupaient jusqu’alors dans l’Iowa, ainsi qu’une grande partie de celle du Minnesota.

## Naissances
- 5 juillet : William Brewster, ornithologue américain († 1919).
- 8 juillet : Arthur John Evans (mort en 1941), archéologue anglais.
- 10 juillet : Samuel Wendell Williston (mort en 1918), paléontologue et entomologiste américain.
- 22 juillet : Eugène Plasky, peintre belge († 4 mars 1905).
- 23 juillet : Peder Severin Krøyer, artiste peintre et sculpteur danois et norvégien († 21 novembre 1909)
- 26 juillet : Inès de Beaufond, peintre française.
- 29 juillet : Ahmed bey Kamāl (mort en 1923), égyptologue égyptien.

## Décès
- 10 juillet : Louis Daguerre (né en 1787), artiste français, inventeur du daguerréotype.